# Honduras britannique aux Jeux olympiques d'été de 1968
Le Honduras britannique, colonie britannique qui pendra le nom de Belize en 1973, participe aux Jeux olympiques d'été de 1968 qui se déroulent du 12 au 27 octobre 1968 à Mexico au Mexique. Il s'agit de sa première participation à des Jeux olympiques d'été, le comité national olympique ayant été reconnu par le CIO en 1968. La délégation est représentée par sept sportifs dans quatre sports.
Le Honduras britannique fait partie des pays qui ne remportent pas de médaille au cours de cet évènement sportif.

## Athlétisme
| Athlète       | Épreuve | 1er tour | 1er tour | Demi-finale | Demi-finale | Finale  | Finale  |
| Athlète       | Épreuve | Temps    | Rang     | Temps       | Rang        | Temps   | Rang    |
| ------------- | ------- | -------- | -------- | ----------- | ----------- | ------- | ------- |
| Colin Thurton | 200 m   | 22.14    | 7e       | Éliminé     | Éliminé     | Éliminé | Éliminé |

| Athlète      | Épreuve          | Qualification | Qualification | Finale      | Finale  |
| Athlète      | Épreuve          | Performance   | Rang          | Performance | Rang    |
| ------------ | ---------------- | ------------- | ------------- | ----------- | ------- |
| Owen Meighan | Saut en longueur | 6,06 m        | 34e           | Éliminé     | Éliminé |

## Cyclisme
Deux pistards sont engagés :
- Kenneth Sutherland en sprint : après un premier tour où il est repêché avec sa 3e place, il est battu en repêchage avec une deuxième place.
- Denfield McNab en poursuite individuelle : avec un temps de 6:12.96 et une 28e place, il est éliminé dès les qualifications.

## Haltérophilie
| Athlète       | Compétition | Presse militaire | Presse militaire | Arraché  | Arraché | Épaulé-jeté | Épaulé-jeté | Total | Rang |
| Athlète       | Compétition | Résultat         | Rang             | Résultat | Rang    | Résultat    | Rang        | Total | Rang |
| ------------- | ----------- | ---------------- | ---------------- | -------- | ------- | ----------- | ----------- | ----- | ---- |
| Mario Mendoza | -67.5 kg    | 82.5             | 20e              | 87.5     | 20e     | 110.0       | 19e         | 280.0 | 19e  |

## Tir
Hommes
| Athlète         | Épreuve                       | Finale   | Finale |
| Athlète         | Épreuve                       | Résultat | Rang   |
| --------------- | ----------------------------- | -------- | ------ |
| Robert Hulse    | 50 m carabine trois positions | 584 pts  | 63e    |
| Edward Anderson | 50 m carabine trois positions | 562 pts  | 86e    |